# Kryddan Peterson
Christer Lars David "Kryddan" Peterson, född 14 maj 1953 i Stockholm, är en svensk komiker och skådespelare.

## Biografi
"Kryddan" Peterson föddes i Stockholm men flyttade till Värnamo som 11-åring. Det var under sin skoltid där som han begåvades med sitt ännu använda smeknamn. Efter gymnasium och militärtjänst (vid Försvarets Tolkskola) påbörjade Peterson studier i Lund i avsikt att bli civilingenjör. Han blev dock snart mer engagerad i spex, Studentaftonutskottet och karnevaler (han var bland annat medlem i 1978 års karnevalskommitté), vilket, trots att han i sinom tid tog en fil kand, ledde honom in på underhållningens bana snarare än en akademisk karriär. 
Peterson blev rikskänd genom främst TV-serien Helt apropå 1985–1992, där bland annat hans återkommande imitationer av Birgitta Dahl rönte stor uppskattning. En engelsk version av programmet vann Guldrosen i Montreux.
Han regisserade Fiender av Arkady Leokum 1989 för Lunds Studentteater. I Tommarpsrevyn medverkade han 1997. Hans näsa finns avgjuten och upphängd som nr 36 i Nasoteket i AF-borgen i Lund. 1999 till 2001 bodde han i Chicago. 
Peterson har efter detta fortsatt att uppträda i olika konstellationer med tidigare Helt apropå-medlemmar, och bland annat spelade han under 2003 tillsammans med Fritte Friberg kabareten Vinstvarning på Casino Cosmopol i Malmö. Under 2005 spelade han med i en farsartad teaterversion av Jules Vernes Jorden runt på 80 dagar i Lund och vid Lunds humorfestival 2010 återförenades han med Fritte Friberg och Lotta Thorell för en jubileumsföreställning med anledning av Helt apropås 25-årsjubileum.Peterson har även medverkat i Eslövsrevyn 2014-2016 och var verksam på Nöjesteatern, där han 2014 var med i Jobba för två tillsammans med bl.a. Anders Jansson, och 2016 Rakt ner i fickan, tillsammans med bl.a. Allan Svensson, samt de tidigare Helt Apropå medlemmarna Friberg och Thorell. 
Peterson är (2023) bosatt i Lund och arbetar som föreläsare, inspiratör, ledarcoach och underhållare, samt även som konferencier och moderator.

## Film och TV
- 1978 – Picassos äventyr
- 1984–1994 – Helt apropå (TV-serie)
- 1994 – Döda danskar räknas inte (TV-serie)
- 2010 – Dessa Lund
- 2012 – Meningen med Hugo
- 2015 – Halvvägs till himlen (TV-serie)
- 2017 – Happy Street [9]

## Teater

### Roller
| År   | Roll | Produktion                                          | Regi           | Teater              |
| ---- | ---- | --------------------------------------------------- | -------------- | ------------------- |
| 1994 |      | Den tappre soldaten Bom Åke Cato och Mikael Neumann | Hans Bergström | Fredriksdalsteatern |